# 파주 고려 FC
파주 고려 FC는 경기도 파주시에 위치한 under-18팀 유형의 유소년 축구단이며, 2016년에 창단 하였다.